# Stręgielek
Stręgielek (niem. Klein Strengeln, Stręgielsk (1946)) – wieś w Polsce położona w województwie warmińsko-mazurskim, w powiecie węgorzewskim, w gminie Pozezdrze.
Przysiółkiem wsi Stręgielek jest Golikowo.
W latach 1975–1998 miejscowość administracyjnie należała do województwa suwalskiego.